# TOWA (ゆずのアルバム)
『TOWA』（トワ）は、ゆずの通算13枚目のオリジナルアルバム。2016年1月13日にセーニャ・アンド・カンパニーから発売。

## 概要
前作『新世界』から約1年11ヶ月振りのオリジナルアルバム。当初は2015年秋に発売される予定だったが、北川悠仁が同年8月15日、16日の弾き語りライブ「二人参客」を経て「これから世の中に出ていく新曲たちを、まずライブでファンの皆さんに聴いてほしい」と感じ、もともと10月20日から予定されていたアリーナツアー「TOWA –episode zero-」で今作の収録曲の一部を披露し、同ツアー終了後の2016年1月に発売されることとなった。初回限定盤として発売される「COMPLETE BOX」にはCDデビュー18周年の記念日・10月25日に実施された横浜アリーナ公演のプレミアムライブ音源10曲を収録したLIVE CD「TOWA -episode zero-」、リハーサルの裏側や独占インタビューを収めたドキュメントDVD『STORY OF TOWA』、撮りおろしカット、ライブ写真を集約させた全96ページのスペシャルフォトブックが付属される。
ジャケット写真には、シングル「終わらない歌」のMVにも登場し、ツアー「TOWA –episode zero-」のセットにもなっている”キャッスル・オブ・トワ”がピックアップされている。

## チャート成績
オリコンチャートでは初登場2位で、自身初めてオリジナルアルバムが2作続けて1位を逃すこととなった。初動売り上げは前作『新世界』から大きく落とし、累計売上でも『新世界』の初動にすら及ばなかった。

## 収録曲
1. OPENING CEREMONY (0:36)
  - 作曲・編曲：北川悠仁 / Produced by ゆず
2. 終わらない歌［Album Version］(3:41)
  - 作詞・作曲：北川悠仁・前山田健一 / Produced by ゆず & 前山田健一 / 編曲：前山田健一 & 北川悠仁

43rdシングル。フジテレビ系『めざましテレビ』2015年度テーマソング。
前トラックと音がつながっている。
3. かける (4:28)
  - 作詞・作曲：北川悠仁 / Produced by ゆず & 稲葉貢一 / beat & rhythm conductor：tofubeats / 編曲：Taiyo Doki & 稲葉貢一 & ゆず

配信限定シングル。日本生命企業CMソング。
4. みそら (5:01)
  - 作詞・作曲：北川悠仁 / Produced by ゆず & CHRYSANTHEMUM BRIDGE / 編曲：CHRYSANTHEMUM BRIDGE & 北川悠仁 & 秦千香子

発売に先駆けて「TOWA -episode zero-」で披露。
5. ポケット (4:31)
  - 作詞：岩沢厚治 / 作曲：岩沢厚治・蔦谷好位置 / Sound Produced by ゆず & 蔦谷好位置 / 編曲：蔦谷好位置 & ゆず

配信限定でリリースされ、後に42ndシングルにも収録された。サッポロビール企業CMソング。
6. た Ri ナ ぃ (3:51)
  - 作詞・作曲：北川悠仁 / Sound Produced by ゆず / 編曲：GAKU & 北川悠仁

発売に先駆けて「TOWA -episode zero-」で披露。しかし、同様に同ツアーで披露した「みそら」や「いっぱい」とは異なり、ライブ中に曲名は明かされておらず、公式サイトで今作の詳細が発表された時に初めて曲名が判明した。
北川曰く曲名については言葉の持つ意味がどんどん希薄化して記号として受け取るようになっている現代文化の象徴としての「言語崩壊」であり、前述のライブ中に曲名を言わないのはまずタイトルの文字面を見てほしいがためである（ファンクラブ会報誌「ゆず誌」103号より）。
7. いっぱい (3:40)
  - 作詞・作曲：北川悠仁 / Produced by ゆず & CHRYSANTHEMUM BRIDGE / 編曲：CHRYSANTHEMUM BRIDGE & 北川悠仁

発売に先駆けて「TOWA -episode zero-」で披露。
8. いつもの病気 (2:44)
  - 作詞・作曲：岩沢厚治 / Produced by ゆず / 編曲：岩澤駿
9. OLA!! (3:27)
  - 作詞・作曲：北川悠仁 / Sound Produced by ゆず & 前山田健一 / 編曲：前山田健一 & 北川悠仁
  - 42ndシングル。映画『クレヨンしんちゃん オラの引越し物語 サボテン大襲撃』主題歌。
10. Interlude〜Borderless Ticket〜 (1:40)
  - 作詞：北川悠仁 / 作曲：北川悠仁・CHRYSANTHEMUM BRIDGE / Produced by ゆず & CHRYSANTHEMUM BRIDGE / 編曲：CHRYSANTHEMUM BRIDGE & 北川悠仁

ゆずの曲としては初めて全編が英語の歌詞となっている。
11. TOWA (4:05)
  - 作詞・作曲：北川悠仁 / Produced by ゆず & CHRYSANTHEMUM BRIDGE / 編曲：CHRYSANTHEMUM BRIDGE & 北川悠仁

Google Play Music CMソング。
今作の発売が1月となったため「TOWA -episode zero-」初日公演当日に配信リリース。
12. 夕焼け雲 (4:30)
  - 作詞・作曲：岩沢厚治 / Produced by ゆず & 寺岡呼人 / 編曲：寺岡呼人 & 北川悠仁

発売に先駆けて「TOWA -episode zero-」一部会場で披露。
北川曰く本当は「TOWA」が今作の最後の曲になるつもりだったが「TOWA」をもっと早く聴きたくなり、後に何を置くべきか悩んだ結果、岩沢からの提案もありこの曲が収録された（ファンクラブ会報誌「ゆず誌」103号より）。
13. 二人三脚［Album Session］(3:48)
  - 作詞・作曲：北川悠仁・岩沢厚治 / Produced by ゆず / 編曲：斎藤有太 & ゆず

43rdシングルのカップリング曲を「TOWA -episode zero-」に帯同したバンドメンバーとともにバンドアレンジで一発撮り。
14. 終わりの歌 (3:06)
  - 作詞・作曲：北川悠仁 / Produced by ゆず / 編曲：藤原暢之

「TOWA -episode zero-」のライブ終演後にBGMとして流されていた。その後、発売に先駆け2015年の冬至の日ライブで初披露された。
アルバム曲としては久しぶりとなる弾き語りナンバー。
岩沢曰くアルバム収録を予定していた曲のレコーディングが全て終わった時に、北川からの提案によりレコーディングされた（ファンクラブ会報誌「ゆず誌」103号より）。
『録歌選 TOWA』発売にともなってPVが新たに制作され、同作に収録。北川のプライベートスタジオで、岩沢とともに”ほぼ一発録り”で臨んだレコーディング風景を軸に、アルバム制作中の模様をドキュメントタッチで追いかけた内容となっている。[9]

### LIVE CD『TOWA -episode zero-』（初回限定盤のみ）
1. HAMO (5:13)
2. TWL (6:39)
3. いっぱい (4:23)
4. みそら (5:07)
5. かける (4:43)
6. TOWA (4:30)
7. ポケット (4:38)
8. 夢の地図 (5:33)
9. 慈愛への旅路 (5:40)
10. 終わらない歌 (9:34)

### DVD （初回限定盤のみ）
1. STORY OF TOWA

## 参加ミュージシャン
- 北川悠仁：Vocal, Acoustic Guitar, Tambourine
- 岩沢厚治：Vocal, Acoustic Guitar, Harmonica

OPENING CEREMONY
- 村田陽一：Trombone, Brass Arrangement
- 鳥塚心輔：Trombone
- 西村浩二, 横山均：Trumpet
- 藤田乙比古, 堂山敦史：Horn
- 北川悠仁：Glockenspiel
- 大橋エリ：Glass Harp

終わらない歌 [Album Version]
- 前山田健一：Programming, All Other Instruments
- 村田陽一：Trombone, Brass Arrangement
- 鳥塚心輔：Trombone
- 西村浩二, 横山均：Trumpet
- 藤田乙比古, 堂山敦史：Horn
- Taiyo Doki：Electric Guitar
- 西山隆行：Acoustic Guitar Arrangement, Add Guitar
- 岡田実音：Vocal Arrangement

かける
- tofubeats：Beat, Rhythm Conductor
- Taiyo Doki：Electric Guitar
- 武内いずみ：Violin
- 秦千香子：Add Chorus
- 西山隆行：Acoustic Guitar Arrangement, Add Guitar
- 岡田実音：Vocal Arrangement

みそら
- CHRYSANTHEMUM BRIDGE：Programming, All Other Instruments
- クラッシャー木村, 上里なな子：Violin
- 三木章子：Viola
- 遠藤益民：Cello
- 秦千香子：Acoustic Piano, Choir
- 菊池友子：Pipe Organ
- 村田陽一：Trombone
- 岩澤駿：Snare
- 西山隆行：Acoustic Guitar Arrangement, Add Guitar
- 岡田実音：Vocal Arrangement

ポケット
- 蔦谷好位置：Programming, All Other Instruments
- 弦一徹ストリングス：Strings

た Ri ナ ぃ
- GAKU：Programming, All Other Instruments
- 松原"マツキチ"寛：Drums
- 種子田健：Bass
- 設楽博臣：Electric Guitar
- 佐藤真吾：Keyboards
- 岡田実音：Vocal Arrangement

いっぱい
- CHRYSANTHEMUM BRIDGE：Programming, All Other Instruments
- クラッシャー木村, 上里なな子：Violin
- 三木章子：Viola
- 遠藤益民：Cello
- 北川悠仁：Mandolin
- 西山隆行：Acoustic Guitar Arrangement, Add Guitar
- 岡田実音：Vocal Arrangement

いつもの病気
- 岩澤駿：Percussions

OLA!!
- 前山田健一：Programming, All Other Instruments
- ジョセフ･ンコシ：Marimba, Djembe, Chorus
- マウロ･イウラート：Violin
- 藤原悠佑：Quena
- 坂尾美帆：Charango
- 岩澤駿：Conga
- 秦千香子：Chorus
- 岡田実音：Vocal Arrangement

Interlude ～Borderless Ticket～
- CHRYSANTHEMUM BRIDGE：Programming, All Other Instruments
- 秦千香子：Acoustic Piano
- 大橋エリ：Glass Harp
- 北川悠仁：Mandolin
- Bryan Burton-Lewis：English Lyric Arrangement

TOWA
- CHRYSANTHEMUM BRIDGE：Programming, All Other Instruments
- 菊池友子：Pipe Organ
- 大橋エリ：Glass Harp
- 北川悠仁：Dulcimer, Foot Stomp
- 岩沢厚治：Foot Stomp
- 満尾和寿, 片山正典：Stethoscope
- 西山隆行：Acoustic Guitar Arrangement, Add Guitar
- 岡田実音：Vocal Arrangement

夕焼け雲
- 寺岡呼人：Programming, All Other Instruments
- 松原秀樹：Electric Bass
- 森俊之：Keyboards
- 山本拓夫：Flute

二人三脚 [Album Version]
- 斎藤有太：Wurlitzer, Programming, All Other Instruments
- 松原"マツキチ"寛：Drums
- 上田健司：Electric Bass
- 佐々木貴之：Electric Guitar
- 西村浩二, 横山均：Trumpet
- 村田陽一, 鳥塚心輔：Trombone
- GOLDMAN FOX：Manipulator
- 岡田実音：Vocal Arrangement